# Mgławica Płomień
Mgławica Płomień (znana również jako NGC 2024) – mgławica emisyjna (również obszar H II) znajdująca się w konstelacji Oriona, w odległości około 1500 lat świetlnych od Ziemi. Odkrył ją William Herschel 1 stycznia 1786 roku. Kształtem przypomina rozpalony płomyk o średnicy kątowej około 0,5°, widoczny na niebie w pobliżu gwiazdy ζ Orionis (Alnitak). W rzeczywistości gwiazda ta nie jest związana z tą mgławicą i jest położona w odległości około 815 lat świetlnych od Ziemi. Mgławica Płomień znajduje się na dużym obszarze emisji mgławic w konstelacji Oriona, znanym jako Obłok Molekularny w Orionie.

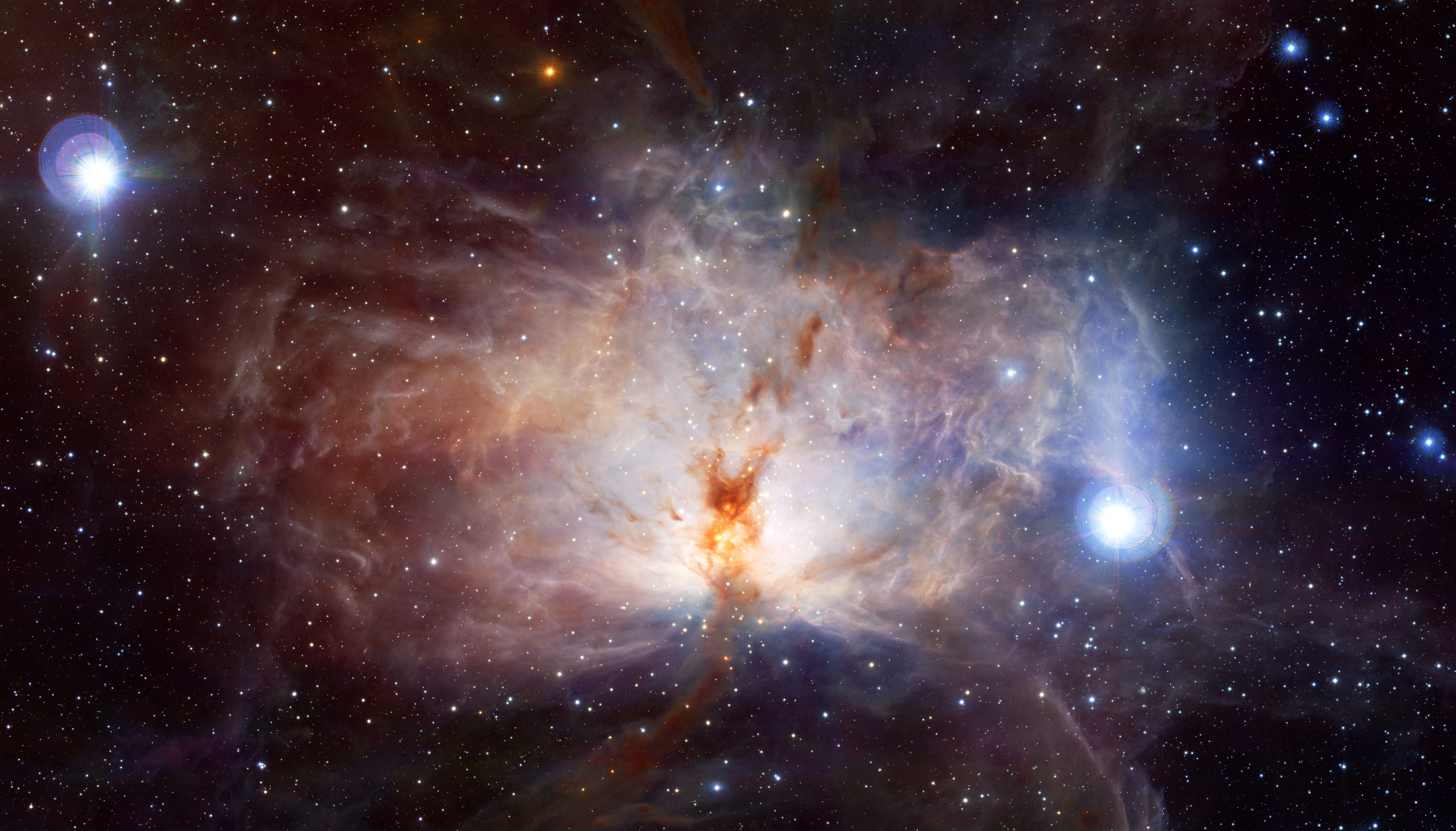
Zdjęcie w podczerwieni (ESO)

Mgławica Płomień w świetle widzialnym ma czerwonawą barwę, którą zawdzięcza świeceniu atomów wodoru, znajdujących się na krańcach odległego o około 1500 lat świetlnych od Ziemi, gigantycznego Obłoku Molekularnego w Orionie. Świecą zjonizowane atomy wodoru podczas rekombinacji, czyli ponownego połączenia się elektronów i jąder atomowych. Prawdopodobnym źródłem energetycznego promieniowania ultrafioletowego powodującego jonizację gazu wodorowego w Mgławicy Płomień jest młoda, masywna gwiazda. Należy ona do gromady gorących, młodych gwiazd widocznych poprzez przesłaniający gromadę pył na falach światła podczerwonego. Gromada gwiazd znajduje się za widocznym ciemnym pasem absorbującym pył międzygwiazdowy widocznym na tle wodorowej poświaty. To ten ciemny pas zasłania światło widzialne pochodzące od zakrytego źródła energii Mgławicy Płomień.